# Aj (faraon)

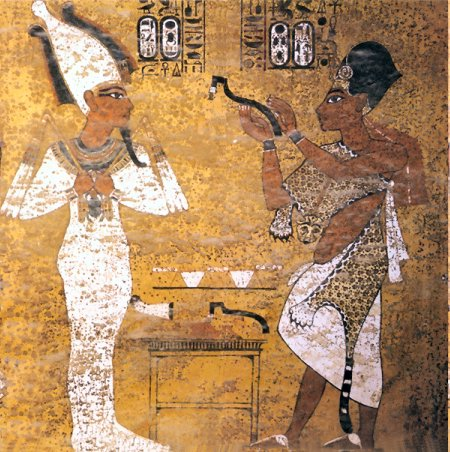
Malowidło z grobu Tutanchamona przedstawia Aja symbolicznie otwierającego usta zmarłemu faraonowi, przez które dusza odejdzie do nieba. Przywilej następcy tronu. Skóra lamparta to atrybut najwyższego kapłana

Aj (także Ay lub Eje) – faraon, władca starożytnego Egiptu. Prawdopodobnie panował w latach 1323–1319 p.n.e. lub w latach 1325–1321 p.n.e. Był synem Jujego i Czuju, a więc bratem królowej Teje. Niektórzy badacze uważają go również za ojca Nefertiti. Zaliczany jest do grona władców XVIII dynastii.
Za panowania poprzednich władców Egiptu Amenhotepa IV, Smenchkare i Tutanchamona, Aj sprawował różne urzędy w administracji państwowej, m.in. był jednym z wezyrów, Komendantem wszystkich wierzchowców Jego Majestatu oraz Osobistym pisarzem króla. Po śmierci Tutanchamona dokonał ceremonii pogrzebowych i ogłosił się faraonem. Usiłując nie dopuścić do małżeństwa Anchesenamon z jednym z synów króla Hetytów - Suppiluliumy I, rozkazał go zamordować. Spowodowało to długoletnie wojny z państwem Hetytów. Jednocześnie sam poślubił czterdzieści lat młodszą Anchesenamon - wdowę po Tutanchamonie. 
Grobowiec Aja, znajdujący się w Dolinie Królów został odkryty w 1816 roku przez Giovanniego Battistę Belzoniego.
Aj wyznaczył na swojego następcę wodza egipskiego, Horemheba.

## Tytulatura
| M23 · X1 | L2 · X1 |

| M23 · X1 | L2 · X1 |

| N5 | L1 | L1 | Z2 |

| N5 | L1 | L1 | Z2 |

| N5 | L1 | L1 | Z2 |

| N5 | L1 | L1 | Z2 |

| M23 · X1 | L2 · X1 |

| M23 · X1 | L2 · X1 |

| N5 | L1 | L1 | Z2 |

| N5 | L1 | L1 | Z2 |

| N5 | L1 | L1 | Z2 |

| N5 | L1 | L1 | Z2 |

| G39 | N5 |

| G39 | N5 |

| R8 | i | t · f | i | A2 | i | i |

| R8 | i | t · f | i | A2 | i | i |

| R8 | i | t · f | i | A2 | i | i |

| R8 | i | t · f | i | A2 | i | i |

| G39 | N5 |

| G39 | N5 |

| R8 | i | t · f | i | A2 | i | i |

| R8 | i | t · f | i | A2 | i | i |

| R8 | i | t · f | i | A2 | i | i |

| R8 | i | t · f | i | A2 | i | i |